# Torpado
Torpado is een Italiaans historisch merk van motorfietsen.
De bedrijfsnaam was Industria Cicli Torpado, later F. & A. Torresini S.a.s., Padova.
Italiaans merk dat vanaf 1950 lichte motorfietsen met 38 cc Mosquito- en grotere Minarelli-tweetaktmotoren maakte. Halverwege de jaren zeventig werd de productie beëindigd.